# فريدريك بي. ليويلين
فريدريك بي. ليويلين (بالإنجليزية: Frederick B. Llewellyn) هو مهندس أمريكي، ولد في 16 سبتمبر 1897 في نيو أورلينز في الولايات المتحدة، وتوفي في 10 ديسمبر 1971.